# Walt Minnick

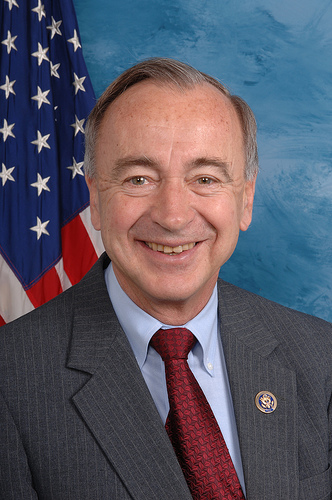
Walt Minnick

Walter Clifford „Walt“ Minnick (* 20. September 1942 in Walla Walla, Washington) ist ein US-amerikanischer Politiker. Vom 3. Januar 2009 bis 3. Januar 2011 vertrat er den ersten Wahlbezirk des Bundesstaates Idaho im US-Repräsentantenhaus.

## Werdegang
Walt Minnick wuchs auf einer Weizenfarm auf und besuchte bis 1964 das Whitman College in Walla Walla. Danach studierte er bis 1969 an der Harvard University unter anderem Jura. Von 1970 bis 1972 war er Soldat der US-Army. Danach arbeitete er als Rechtsanwalt. Dann arbeitete er im Stab von Präsident Richard Nixon, aus dem er aus Protest gegen die Watergate-Affäre ausschied. Es folgte eine geschäftliche Laufbahn, die ihn in den Vorstand mehrerer Firmen führte. Er wurde unter anderem Vorstandsvorsitzender der TJ International.
Nach seiner politischen Tätigkeit für Richard Nixon war er lange Zeit politisch neutral und schloss sich dann der Demokratischen Partei an. Bei den Kongresswahlen des Jahres 1996 kandidierte Minnick erfolglos für den US-Senat. Dabei erhielt er 39,9 % der Stimmen. Der Wahlsieger Larry Craig von der Republikanischen Partei kam auf 57,0 %. Bei den Kongresswahlen des Jahres 2008 wurde Walter Minnick mit 50,6 % der Stimmen gegen den Amtsinhaber Bill Sali (49,4 %) in das US-Repräsentantenhaus gewählt. Minnick trat sein Mandat am 3. Januar 2009 an. Er war Mitglied im Landwirtschafts- und im Finanzausschuss.
Walt Minnick ist mit A.K. Lienhart-Minnick verheiratet.